# Timonius tomentosus
Timonius tomentosus är en måreväxtart som först beskrevs av Theodoric Valeton, och fick sitt nu gällande namn av Steven P. Darwin. Timonius tomentosus ingår i släktet Timonius och familjen måreväxter. Inga underarter finns listade i Catalogue of Life.